# Bomolochus globiceps
Bomolochus globiceps – gatunek widłonoga z rodziny Bomolochidae. Jest pasożytem ryb morskich. Opisali go w 1968 roku biolodzy Willem Vervoort i Fernando Ramirez, nadając mu nazwę Parabomolochus globiceps. Okazy typowe pozyskano z jam skrzelowych menidii patagońskich (Odontesthes smitti, syn. Austroatherina smitti) złowionych w przybrzeżnych wodach Argentyny w pobliżu Mar del Plata.